# Alyssum granatense
Alyssum granatense är en korsblommig växtart som beskrevs av Pierre Edmond Boissier och Georges François Reuter. Alyssum granatense ingår i släktet stenörter, och familjen korsblommiga växter. Inga underarter finns listade i Catalogue of Life.

## Bildgalleri

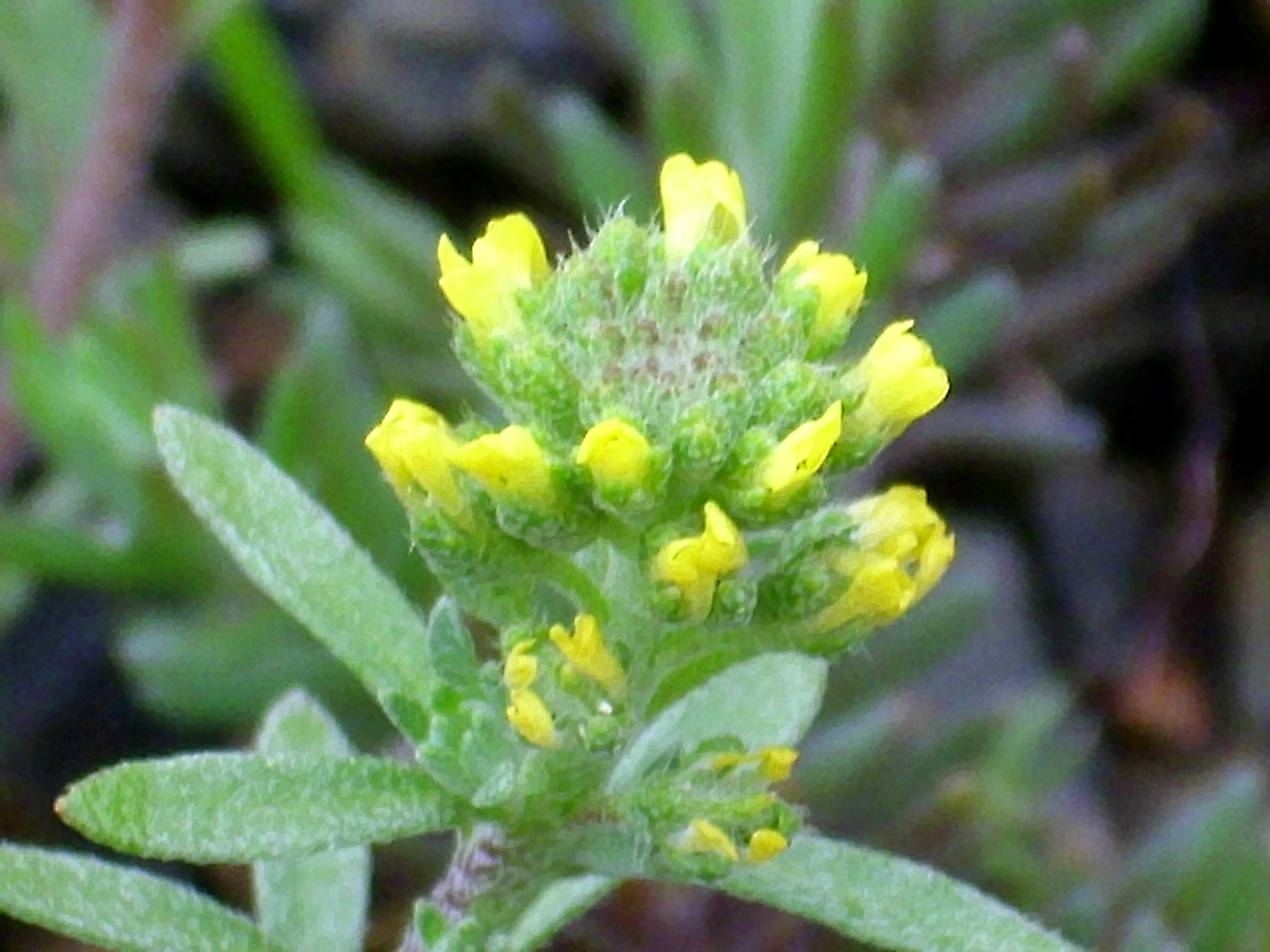
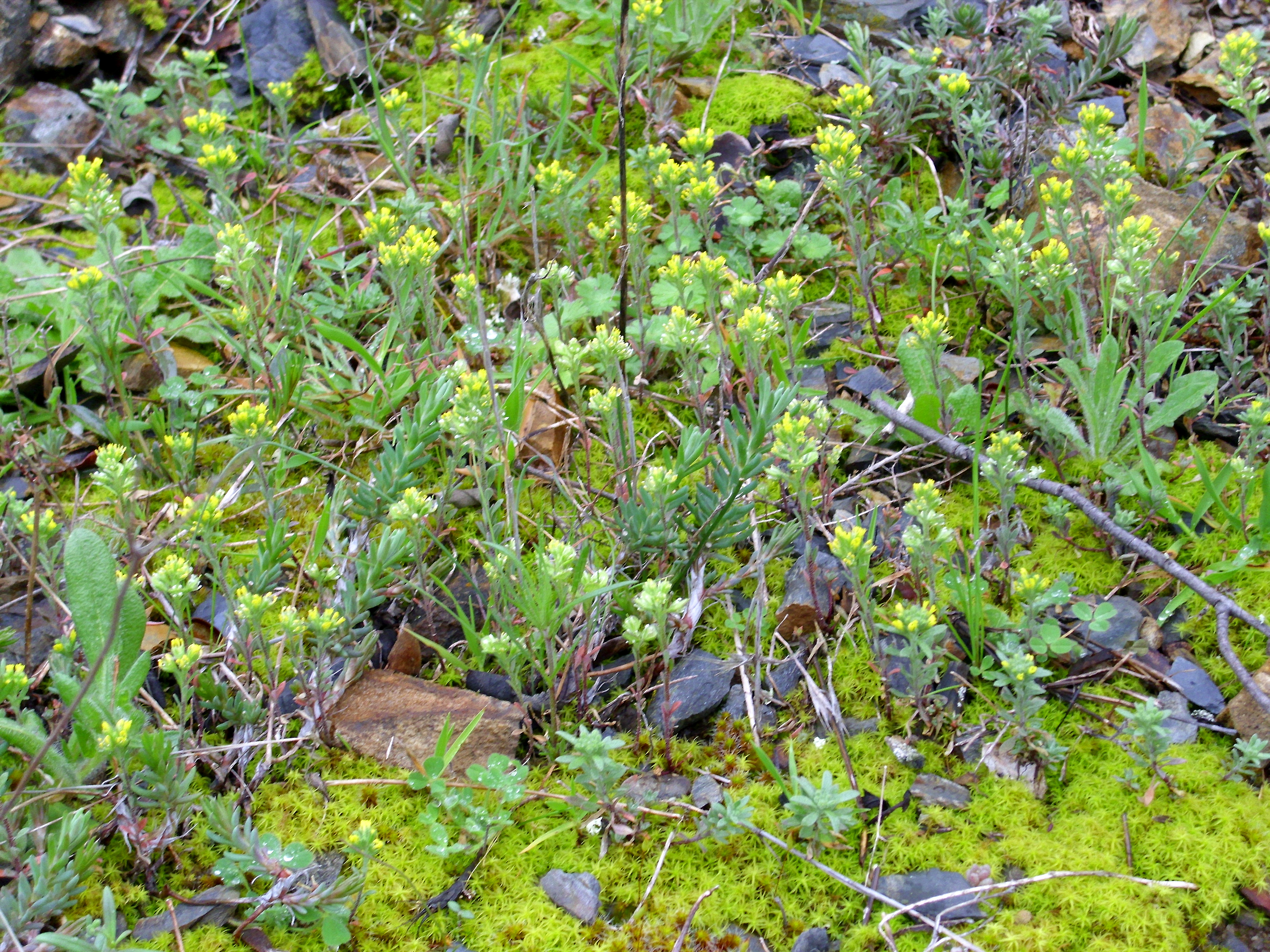
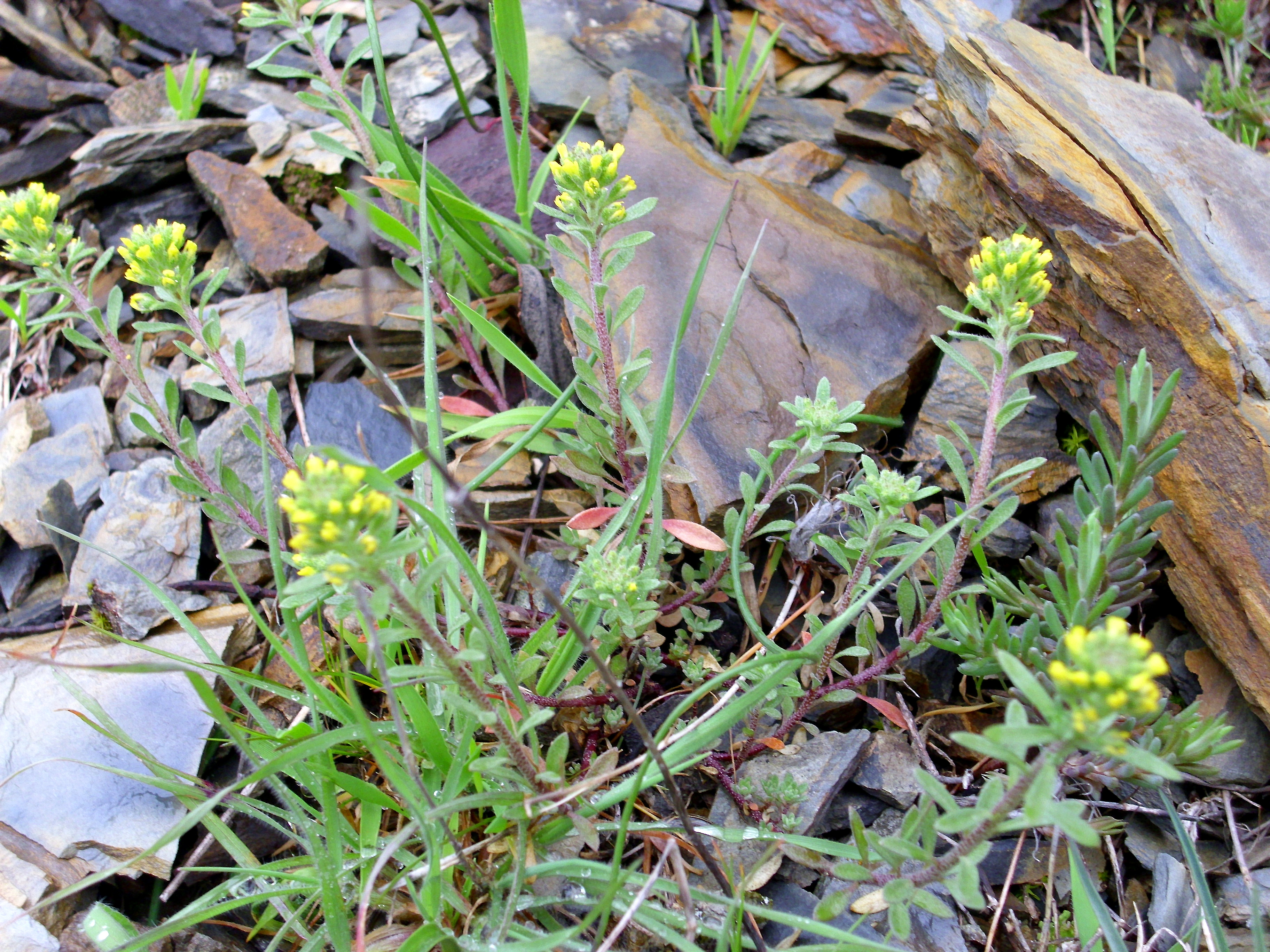